# Mount Hubbard (Thurston-Insel)
Mount Hubbard ist ein Berg auf der Thurston-Insel vor der Eights-Küste des westantarktischen Ellsworthlands. In den Walker Mountains ragt er 10 km östlich des Mount Noxon auf.
Seine Position wurde erstmals anhand von Luftaufnahmen der United States Navy während der Operation Highjump (1946–1947) im Dezember 1946 bestimmt. Das Advisory Committee on Antarctic Names benannte ihn 1961 nach Harold A. Hubbard, Geologe des United States Geological Survey an Bord des Eisbrechers USCGC Burton Island während der Forschungsfahrt der US-Navy im Februar 1960 in die Bellingshausen-See.